# アラフドアートアニュアル
アラフドアートアニュアルとは、福島県福島市で開催されたアラフドアートアニュアル実行委員会と福島市の共催事業の芸術祭・現代美術展。第1回の会期は2013年（9月6日-10月14日）、第2回の会期は2014年（9月5日-10月13日）。第3回の会期は2015年（3月14日-5月2日）。なお第3回は、北アイルランド・ポータダウンと国際交流展として開催。総合ディレクターはユミソン。2015年度のポータダウンのミレニアムコートアートセンターの展示では増山士郎がコキュレーターとして参加した。

## 開催概要
2011年3月11日東北地方を襲った大きな地震はその後、原子力事故へとつながった。土湯温泉町の放射線量は山間の地形もあってか福島市の中でも低く、県内の方々の憩いの場となったが、震災以前は16軒あった温泉宿も2013年には11軒。3分の1もの旅館が一年という短い時間の中で、見えない被害によって廃業に追い込まれた。地震・津波・放射能・風評被害と様々な問題が東日本を覆っている現状に、私たちは未来へと何を残していけるのかを問う芸術祭。今ある政治や利権にとらわれずに言葉を超えた話しあいの場を持つことが、この芸術祭の主眼である。
- 土湯温泉町民・こけし工人・芸術家・研究者を交え、言語だけではない対話を試みる。
- 土湯温泉町は、国立公園の中にある。
- 2013年現在、212世帯432人が住み、小学校に通う児童は13名。
- 福島市の中でも高齢化が一番進んでいる、山あいにある小さな温泉町[4]。
- アラフドとは、新雪を踏み固め道筋をつくるという東北地方の方言。

## 2013年概要
テーマは『言葉を超えた対話の可能性』。主催はつちゆ芸術万華郷実行委員。こけし工人、研究者、現代美術家が参加し、土湯温泉町の廃屋や空き家と周辺地域施設に作品を展示。プレイベントとして開催前の2013年4月には土湯温泉街主催のこけし祭りにて現代美術家による創作こけし展、8月には東京大学の福武ホールラーニングセンターにてシンポジウムを開催。研究者と芸術家の協働としては、総合研究大学院大学と彫刻家の阿部乳坊によるプロジェクト『差の湯の会』を、阿部乳坊が建築した茶室にて開催。また同大学のレゾナンスプロジェクトで制作された研究者との対話から生まれた作品を、向滝旅館の元社員寮にて展示。他には筑波大学想像的復興プロジェクト体験・体感ラボによる展示、長野大学企業情報学科の河野良治によるワークショップ、こけし工人のワークショップなど、協働作品やワークショップに重点をおいた芸術祭。来場者1.2万人。

### 2013年展示会場
山水荘（浅沼知明）/高台の民家（松枝美奈子）/なかや菓子店（泥沼コミュニティ、森田浩彰）/つたや旅館跡地（鈴木悠太、デイリリー・アート・サーカス）/まつや物産店（山田浩之、福永敦）/富士屋旅館跡地（阿部乳坊×総合研究大学院大学、鉾井喬）/ゆ～ろ（上田尚宏）/しゃくなげ荘（吉田和貴、泰平、佐藤一弘、山崎哲史ｘいずみひなｘ小杉朋子、祐源紘史、水川千春、ピメリコ、筑波大学創造的復興プロジェクト体験・体感ラボ、小山田徹×成瀬清、山重徹夫×阪本成一、藤原裕策×颯田葉子）/土湯見聞録館（山本高之）/スナックすずらん（葛谷允宏、清水玲）/岩城屋旅館跡地（清水 総二、SUIKO、下野友嗣）/藤棚（幸田千依）/女沼（東城信之介）/男沼（鉾井喬）/原郷のこけし群 西田記念館（水川千春、ピメリコ）

### 2013年参加アーティスト
- 展示

浅沼知明/松枝美奈子/泥沼コミュニティ/森田浩彰/鈴木悠太/デイリリー・アート・サーカス/山田浩之/福永敦/阿部乳坊×総合研究大学院大学/鉾井喬/上田尚宏/吉田和貴/泰平/佐藤一弘/山崎哲史ｘいずみひなｘ小杉朋子/祐源紘史/水川千春/ピメリコ/筑波大学創造的復興プロジェクト体験・体感ラボ/小山田徹×成瀬清/山重徹夫×阪本成一/藤原裕策×颯田葉子/山本高之/葛谷允宏/清水玲/清水総二/SUIKO/下野友嗣/幸田千依/東城信之介/水川千春/CAMP
- こけし祭り

安東和之/笠原出/清水玲/清水総二/嶋津晴美/下野友嗣/泥沼コミュニティ/藤林悠/ピメリコ/まつながえみ/三田村光土里/水川千春/やまだあやこ/祐源紘史/吉本伊織
- 研究者

奥本素子/河野 良治/北田暁大/逢坂裕紀子

## 2014年概要
テーマは『寛容』。39 日間の開催期間に、国内外 39 人のアーティストや研究者などが参加。福島市とアラフドアートアニュアル2014実行委員会の共催。福島市と共催となったことで、開催地域を土湯温泉町を超えて福島市西部地域へと広げ、自然を含めた文化資源を見直す事業となる。また2013年より海外からの参加作家（アスラ・バーク、L＋、ゾーイ・マルドック、田幡浩一、増山士郎）が増え、問題提起の視点を変えている。香港のアーティスト、パク・シェン・チェン（白雙全）が率いるL＋は、2014年9月9日に『Northeast Japan Tour – Photography of Disappearance /日本東北記録喪失の旅』という福島と香港の東北地方で同時開催する町歩きツアーで、土地と記憶のあり方を見せた。来場者3万人。

### 2014年展示会場
- 新井地区

西田記念館（阿部乳坊、アスラ・バーク）
- 野地温泉町地区

相模屋旅館（小林耕平、湯道）/野地温泉ホテル（松下徹）
- 民家園

馬場家（阿部乳坊、清水玲、飯山由貴）/旧筧家宿店（田幡浩一）/旧阿部家（遠藤麻衣）/旧小野家、無料休憩所（増山士郎）
- 土湯温泉町地区

土湯見聞録館（アスラ・バーク、佐藤一弘、三田村光土里）/向滝旅館（アサノコウタ）/高台古民家（鉾井喬、ゾーイ・マルドック）/富士屋跡地（鉾井喬）/空カフェ（鉾井喬）/スナックすずらん（小西智恵＋菅谷奈緒＋A.Y.K.K.project）/木村屋（バーバラ・ダーリン）/しゃくなげ荘（Area Park、佐々瞬、有賀慎吾、葛谷允宏）/土湯伝承館（河口遥）/こけし堂（吉濱翔）/支所前（L+、河野良治）/つたや旅館跡地（松下徹）/なかや（増本泰斗）/向滝旅館（岸井大輔）/旧いますや旅館（川田淳、眞島竜男）/旧岩城屋旅館（阿部乳坊、北川貴好、青山悟、SUIKO）
- 四季の里地区

四季の里（鉾井喬）

### 2014年参加アーティスト
- 展示

青山悟/アサノコウタ/アスラ・バーク（Ursula Burke）/阿部乳坊/有賀慎吾/飯山由貴/L＋/朴晋暎（Area Park）/遠藤麻衣/河口遥/川田淳/北川貴好/岸井大輔/佐々瞬/葛谷允宏/佐藤一弘/清水玲/SUIKO/ゾーイ・マルドック（Zoë Murdoch）/田幡浩一/小林耕平/小西智恵＋菅谷奈緒＋A.Y.K.K.project/バーバラ・ダーリン（BARBARA DARLINg）/増山士郎/増本泰斗/眞島竜男/松下徹/三田村光土里/鉾井喬/湯道/吉濱翔
- 研究者

奥本素子/河野 良治/兼子明也/塚原直樹/平井宏典/松本悠貴/高橋明大

## 2015年概要
タイトルは、イギリスの作家レイモンド・ブリッグズの漫画から引用した『When the Wind Blows / 風が吹くとき』。開催場所は福島市ではなく、北アイルランド・ポータダウンのMillennium court arts centreと国際交流展として開催。増山士郎がコキュレーターとして参加。ユミソンが手がけたパートは福島の現在を問い、増山士郎が手がけたパートは増山士郎、アスラ・バーク、ゾーイ・マルドックが核の後の世界についてリアリティをもって問うために、ポータダウン郊外にある冷戦時代から残る核シェルターをテーマにした展示という二部構成とした。

### 2015年参加アーティスト
- 展示

青山悟/アサノコウタ/アスラ・バーク（Ursula Burke）/阿部乳坊/有賀慎吾/L＋/川田淳/葛谷允宏/清水玲/ゾーイ・マルドック（Zoë Murdoch）/田幡浩一/増山士郎/松下徹/鉾井喬